# Cessna Citation
Il Cessna Citation è un nome di marketing usato dall'azienda statunitense Cessna Aircraft Company per la sua linea di Business jet. Piuttosto che a un particolare modello di aereo, il nome si applica a parecchie famiglie di aerei spinti da turbofan che sono stati prodotti durante vari anni. All'interno di ognuna delle sei famiglie distinte, i vari miglioramenti progettuali sugli aerei, le pressioni di mercato e spinte di brand hanno dato luogo ad un certo numero di varianti, così che la linea Citation sia diventata piuttosto complessa. Le versioni militari includono le serie di aerei T-47 e UC-35.

## Visione della linea di prodotti Citation

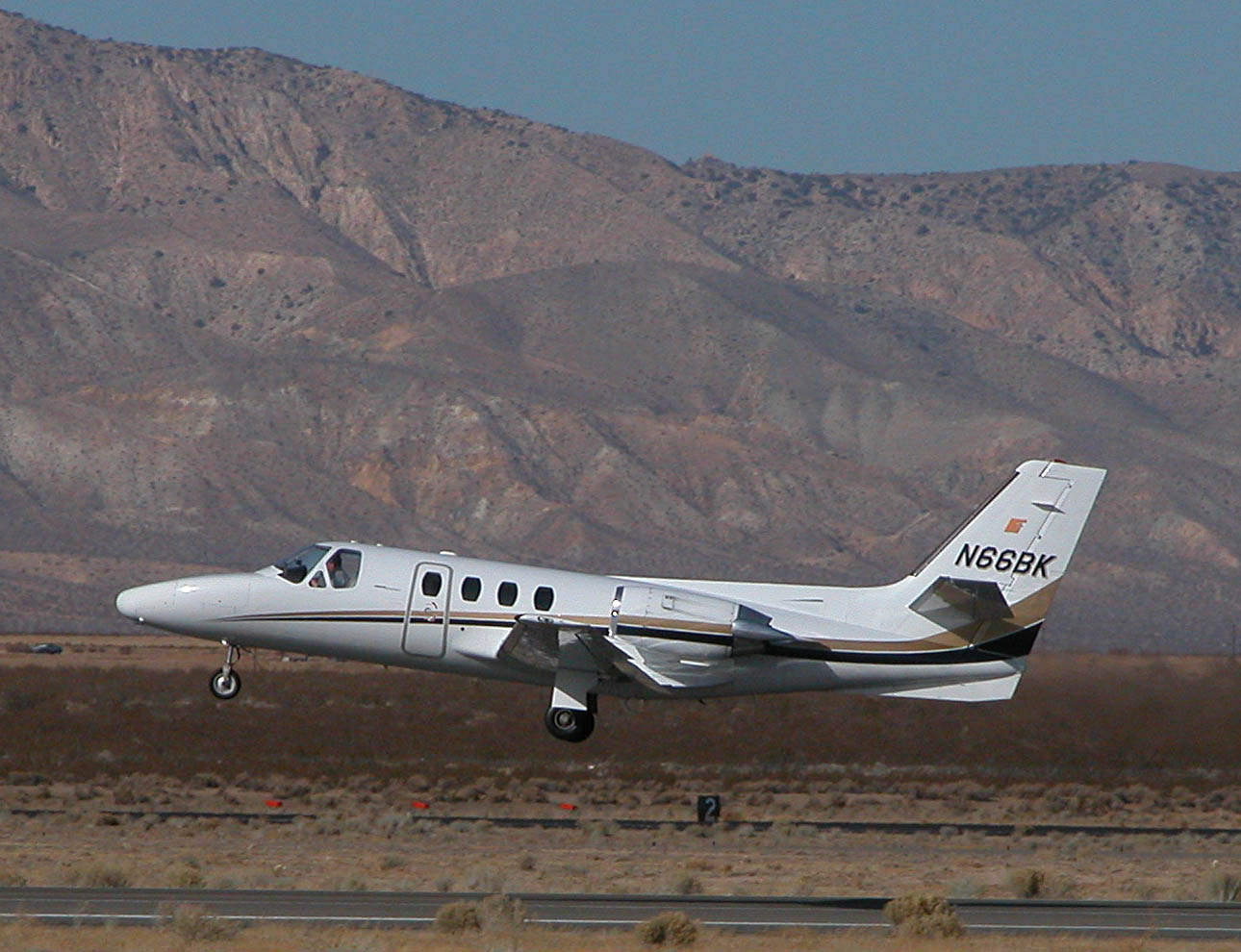
Cessna Citation I/SP

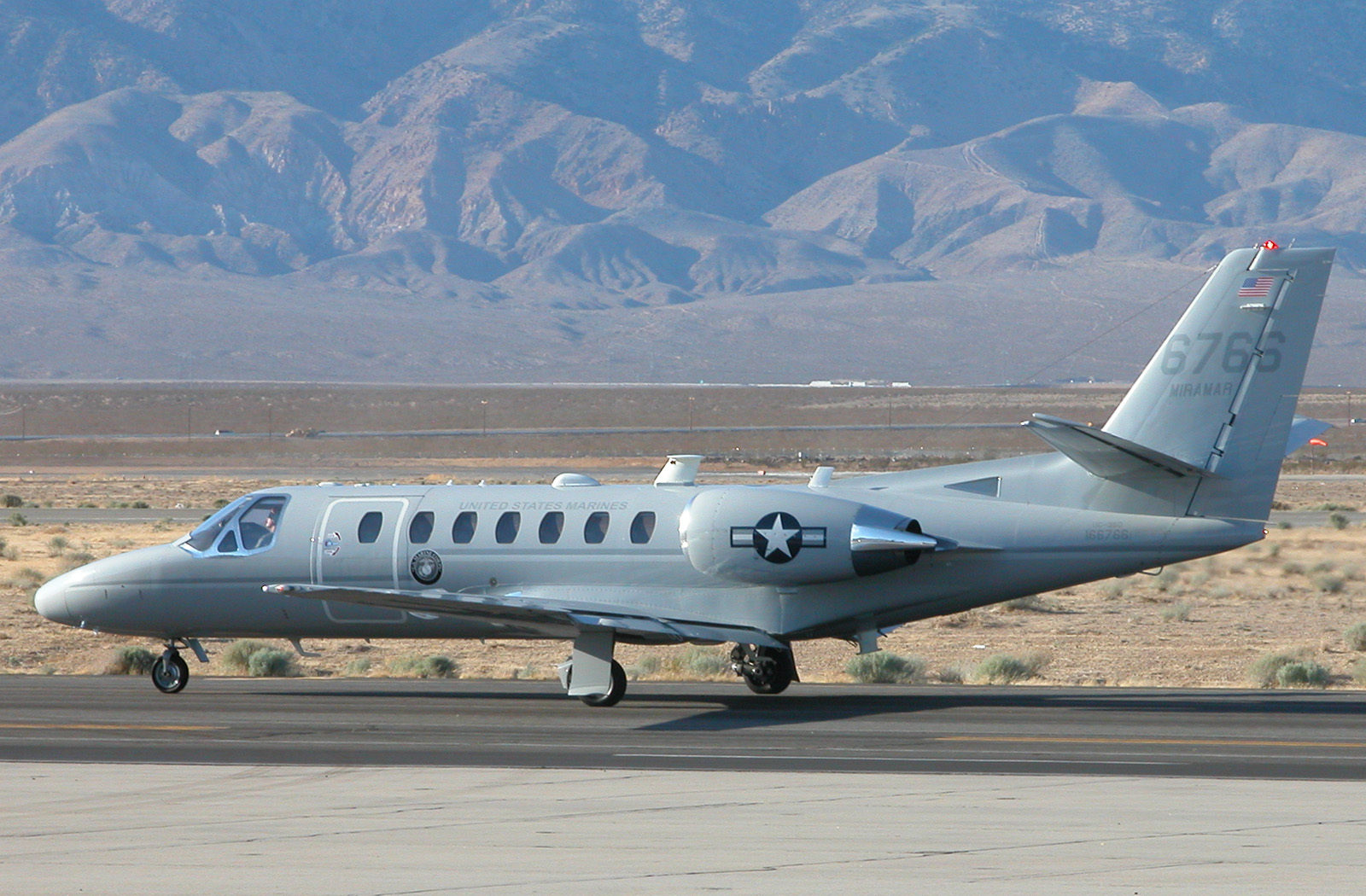
Un UC-35D del U.S. Marine Corps nello spazioporto di Mojave

- FanJet 500, il prototipo per la famiglia originale Citation, primo volo nel 15/09/1969.[1]
  - Citation I (Modello 500) chiamato in origine come Citation 500 prima che la Cessna decise definitivamente il nome Citation I, nel tempo il progetto è cambiato leggermente dall'originario FanJet 500. Il Citation I originale fu uno dei primi jet leggeri corporate ad essere spinto da motori di tipo turbofan. La produzione terminò nel 1985.[2]
  - Citation I/SP (Modello 501) operazioni e singolo pilota[3]
  - Citation II (Modello 550) uno sviluppo più grande del modello 500 prodotto a partire dal 978. Fu sostituito inizialmente dal S/II in produzione, ma fu ripreso e la produzione parallela in continuò con il S/II fino all'introduzione del modello Bravo.[4][5]
    - T-47 (Modello 552) è la designazione militare del Citation II. La U.S. Navy ha acquistato 15 aerei T-47A come addestratori per i sistemi radar, ed il DoD ha acquistato cinque modelli OT-47B per la lotta al traffico di droga.[6]
    - Citation II/SP (Modello 551) operazioni a singolo pilota[4][7]
      - Citation V (Modello 560), variante cresciuta del Citation II/SP JT15D-5A[8][9]
        - Citation Ultra (Modello 560) Citation V migliorato con un JT15D-5D, strumentazione EFIS[9]
          - UC-35A Versione da trasporto militare del V Ultra.
          - UC-35C Versione dei corpi della marina del V Ultra.[10]
          - Citation Encore (Modello 560) Citation Ultra migliorato con motori PW535A e un miglior carrello di atterraggio[9]
            - UC-35B Versione da trasporto militare dell'Encore.
            - UC-35D Versione corpi della marina dell'Encore.[10]
            - Citation Encore+ (Modello 560) Encore aggiornato che include FADEC ed una avionica riprogettata.[9]

    - Citation S/II (Modello S550) che incorpora un certo numero di miglioramenti, specialmente nell'ala. Ha sostituito il II in produzione.[4][11]
    - Citation Bravo (Modello 550) aggiornamento II e S/II con nuovi motori PW530A, carrelli d'atterraggio e avionica Primus 1000.[12][13] L'ultimo Citation Bravo fu tolto dalla linea di produzione nel tardi 2006, concludendo quasi 10 anni di produzione con 337 aerei.[14]
- Citation III (Modello 650) progetto tutto nuovo.[15][16][17]
  - Citation IV fu un aggiornamento proposto per il III, ma fu cancellato dalla Cessna.[15]
  - Citation VI (Modello 650) era un derivato a basso prezzo del III che aveva una avionica diversa e una progettazione degli interni standard.[15][16]
  - Citation VII (Modello 650) era un aggiornamento del III era in produzione dal 1992 al 2000.[15][18]
- Citation X (Modello 750) (X in numero romano come dieci), un progetto tutto nuovo, l'aereo civile più veloce al mondo dal ritiro del Concorde.[19] 24 piedi di spazio camminabile in cabina.[20]
- Citation Excel (Modello 560XL), utilizzava una fusoliera accorciata del Citation X combinata con le ali del 'V Ultra' e la coda del 'V'; usava nuovi motori PW545A.[21][22] Include una cabina per poter stare in piedi.
  - Citation XLS, Evoluto dall'Excel
  - Citation XLS+ che include FADEC (Full Authority Digital Engine Control) e un sistema di avionica riprogettato.[23]
  - Citation Sovereign (Modello 680), Utilizzava una versione allungata della fusoliera dell'Excel con un'ala moderatamente a freccia positiva.[24][25] La cabina è alta a sufficienza per stare in piedi ed è lunga 24 piedi.[26]

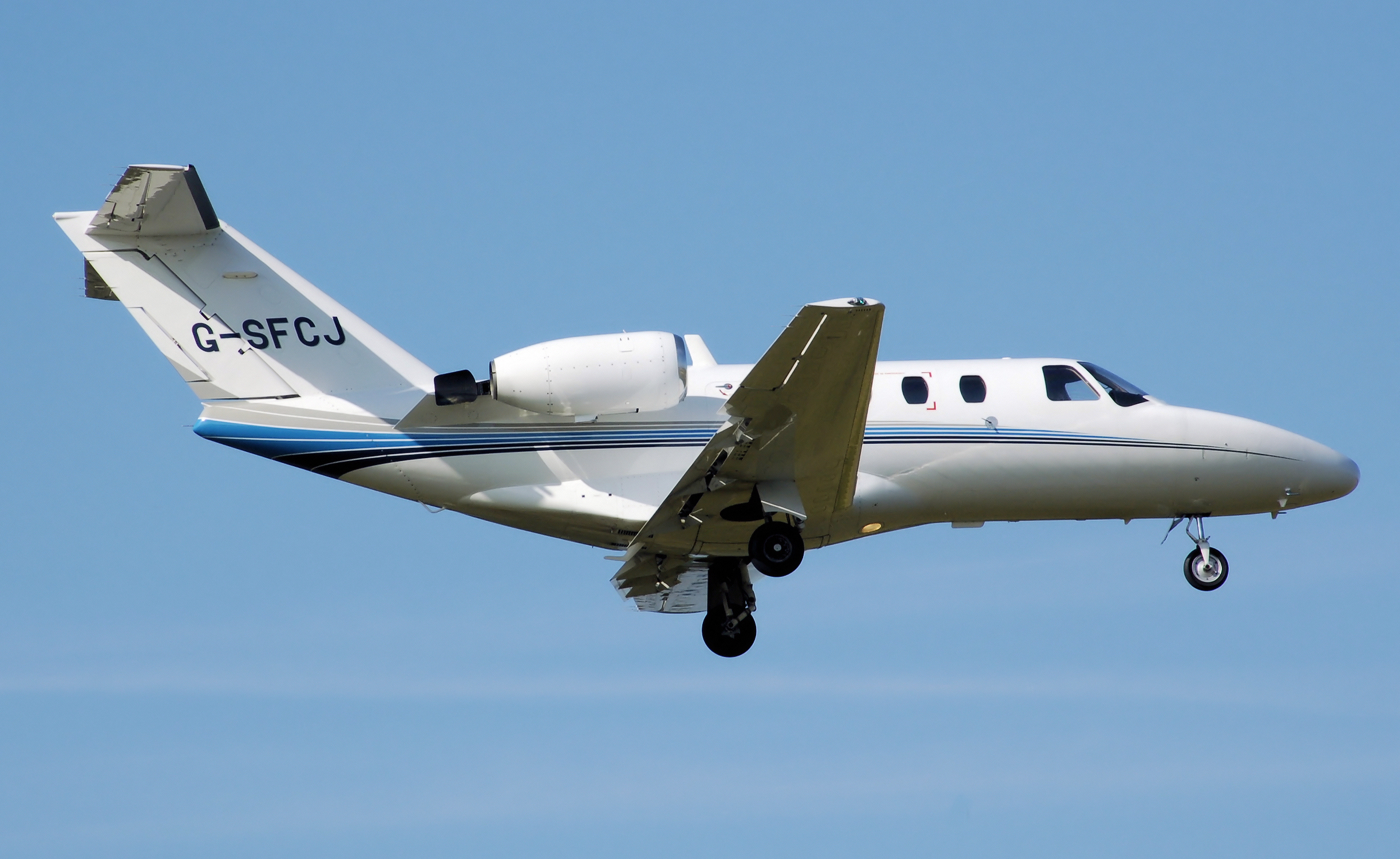
Cessna 525 CitationJet

- CitationJet (Modello 525) essenzialmente un progetto tutto nuovo, il solo ad usare la fusoliera del Citation I.[27] Il modello della serie 525 ha una cabina più corta; Non si può stare in piedi.
  - CJ1 (Modello 525) Versione migliorata del CitationJet[27]
    - CJ1+ (Modello 525) Versione migliorata del CJ1 con nuovi motori, avioniche, e FADEC[28][29]

  - CJ2 (Modello 525A) Versione allungata del CJ1.[27]
    - CJ2+ (Modello 525A) Versione migliorata del CJ2 con prestazioni migliori, avionica migliorata, e FADEC.[30]

  - CJ3 (Modello 525B) Estensione del CJ2.[31]
  - CJ4 (Modello 525C) Una estensione del CJ3, con nuovi motori Williams FJ44-4 e un'ala leggermente a freccia positiva presa dal Sovereign.[32] Il primo volo del CJ4 è ritardato per la prima metà del 2008 con le consegne ai clienti per il 2010.[33]
- Citation Mustang (Modello 510), un nuovo Very Light Jet (VLJ), addirittura più leggero e piccolo del CitationJet I, fatto per competere con la nuova lineaVLJ dei Piper, Embraer, Eclipse Aviation e Adam Aircraft Industries.[34]

## Famiglia originale del Citation
Il nome Citation si applica alla famiglia dei jet con ala dritta, ognuno dei quali si è evoluto dal primo Citation I.

### FanJet 500
Nell'ottobre del 1968 la Cessna ha annunciato piani per costruire un aerotaxi a otto posti che, diversamente dai suoi concorrenti, sarebbe stato utilizzabile anche in piccoli aeroporti, essenzialmente fatto per competere nel mercato dei turboprop medio leggeri, piuttosto che in quello degli aerotaxi. Il primo volo del prototipo di aereo, chiamato poi il FanJet 500, ha preso luogo quasi un anno dopo il 15 settembre del 1969

### Serie Citation I
Dopo un programma di prove volo per lo sviluppo più lungo del previsto, durante il quale il nome Citation 500 fu messo a prova, un certo numero di modifiche al progetto fecero che l'aereo terminato debuttò con il nuovo nome di Citation (Modello 500) e ha ricevuto la certificazione FAA nel settembre del 1971. L'aereo era spinto da due motori turbofan Pratt & Whitney Canada JT15D-1. Con motori a turbofan piuttosto che motori turbogetto come quelli del contemporaneo Learjet 25 e un'ala dritta piuttosto che a freccia positiva, il Citation era ben 120 nodi più lento del Lear 25 (velocità massima di 350 nodi in confronto con i 473 nodi del LJ25), che gli portò al nome di "Slowtation" e "Nearjet", e fece alzare le sopracciglia alla media dell'aviazione.
Nel 1976, parecchie migliorie ai prodotti furono aggiunti agli aerei in risposta alle pressioni di mercato, tra cui un maggior peso massimo e inversori di spinta che resero disponibili gli aeroporti più corti ai clienti. Con queste migliorie venne il nome di Citation I
Quando la produzione sul Citation I terminò nel 1985 furono costruiti 377 strutture di aereo. La posizione degli aerei nella linea di produzione della Citation non terminò fino a più tardi con l'introduzione del Cessna CitationJet.
Come i Learjets, il Citation I aveva bisogno di un equipaggio di due persone. Siccome il Citation era supposto di essere commercializzato con un doppio turboprop, che poteva essere pilotato da un solo pilota, queste restrizioni limitarono il suo mercato di destinazione. La risposta della Cessna fu il modello 501 Citation I/SP, con SP riferito alla sua certificazione di singolo pilota. Il primo aereo fu consegnato nei primi del 1977, e un totale di 312 aerei fu prodotto. La produzione terminò nel 1985. New York Yankees catcher Thurman Munson morì nel suo Citation I/SP Il 2 agosto 1979 mentre si esercitava nei decolli e atterraggio.

### Serie Citation II

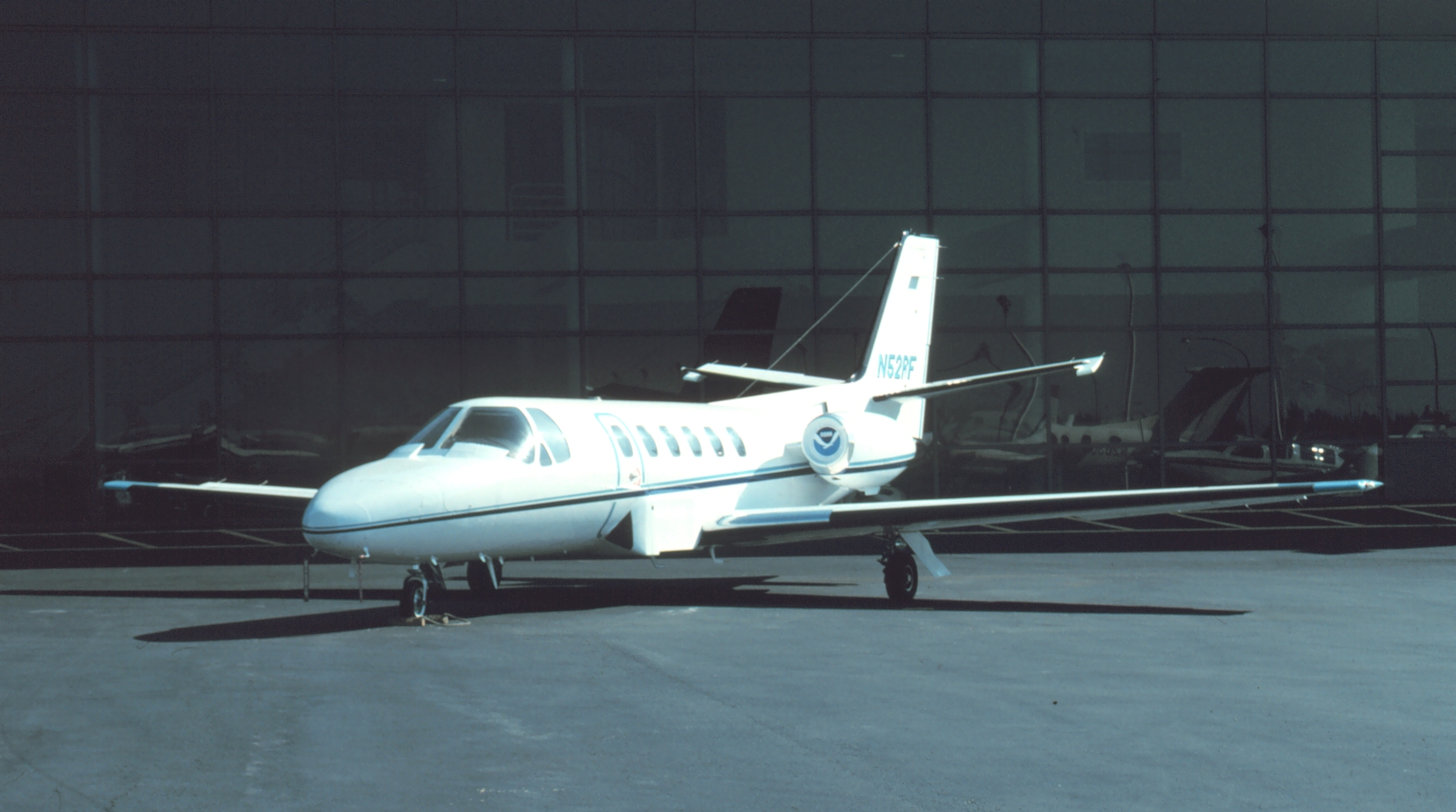
Citation II utilizzato dal NOAA

Il Citation II, modello 550, fu uno sviluppo diretto dal Citation I. Il primo successo dell'aereo nel mercato portò la Cessna a credere che ci potesse essere richiesta per una versione più grande dell'aereo che usasse la stessa filosofia progettuale. Il risultato fu il Citation II che aveva una capacità di dieci posti. Oltre ai nuovi posti l'aeroplano aveva nuovi motori JT15D4, velocità e un raggio d'azione maggiori. Il primo volo fu nel 31 gennaio del 1977 e l'aereo fu certificato per operazioni a due piloti nel marzo del 1978. Un totale di 603 aerei fu costruito prima che il Citation II fu sostituito dal Bravo nelle linee di produzione.
Come il Citation I/SP, il modello 551 Citation II/SP come dalle intenzioni della Cessna per competere nel mercato dei turboprop, che è predominato dagli aerei a singolo pilota, è stato recertificato per le operazioni a singolo pilota.
Il modello 552 T-47A era la nominazione data dalla U.S. Navy al Citation II. Quindici aerei sono stati acquistati dalla Navy per addestrare i suoi ufficiali di intercettazione radar al F-14 Tomcat. Il T-47A fu modificato per incorporare i motori JT15D5, ali più corte, console multiple per i radar e il sistema radar AN/APQ-159 dall'F-14. Tutti tranne uno furono distrutti da un incendio in un hangar, la Navy li sostituì con un aggiornato T-39s Un'altra versione del modello 552 era il OT-47B, cinque dei quali furono acquistati dal dipartimento della difese per essere usato nelle operazioni di sorveglianza al traffico di droga, era basato sul Maxwell Air Force Base. L'OT-47B utilizzava il sistema radar di controllo di fuoco dell'F-16 Fighting Falcon APG-66(V) e il sistema di immagini WF-360TL.
In ottobre 1983 la Cessna annunciò che avrebbero migliorato l'aereo, il modello migliorato S550 Citation S/II volò per la prima volta il 14 febbraio 1984. L'aereo utilizzava una migliore versione del motore JT15D4B mentre il resto dei miglioramenti erano di natura aerodinamica. L'ala fu sostituita con una che usava un profilo supercritico che fu sviluppato per il Citation III. L'S/II fu certificato, come il II/SP, con un singolo pilota. Una volta ottenuta la certificazione, il S/II sostituì il II nelle linee di produzione nel tardo 1984. Comunque, a causa delle richieste di mercato, il II ritornò in produzione nel 1987. Il S/II fu dismesso dopo la produzione del 1988. Il II continuò in produzione fino al 1994 e fu rimpiazzato dal Bravo nel 1997.

### Citation V

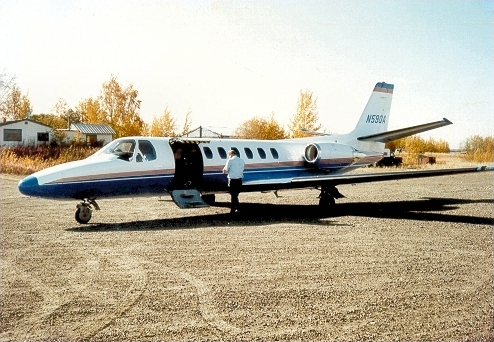
Citation V

Dopo aver allungato il Citation I per fare il II, la Cessna decise di aumentare le dimensioni della cabina ulteriormente, allungando la fusoliera di altri 6 m, che risultava nel più grande membro della famiglia ad ali dritte, il modello 560 Citation V. Il primo prototipo ingegneristico volò nell agosto del 1987 e la certificazione fu data nel dicembre del 1988. L'aereo utilizzava i motori JT15D5A del T-47A per prestazioni extra. Fino al momento che l'aereo fu sorpassato nel 1994 ne furono costruiti 262.

### Citation Ultra ed Encore

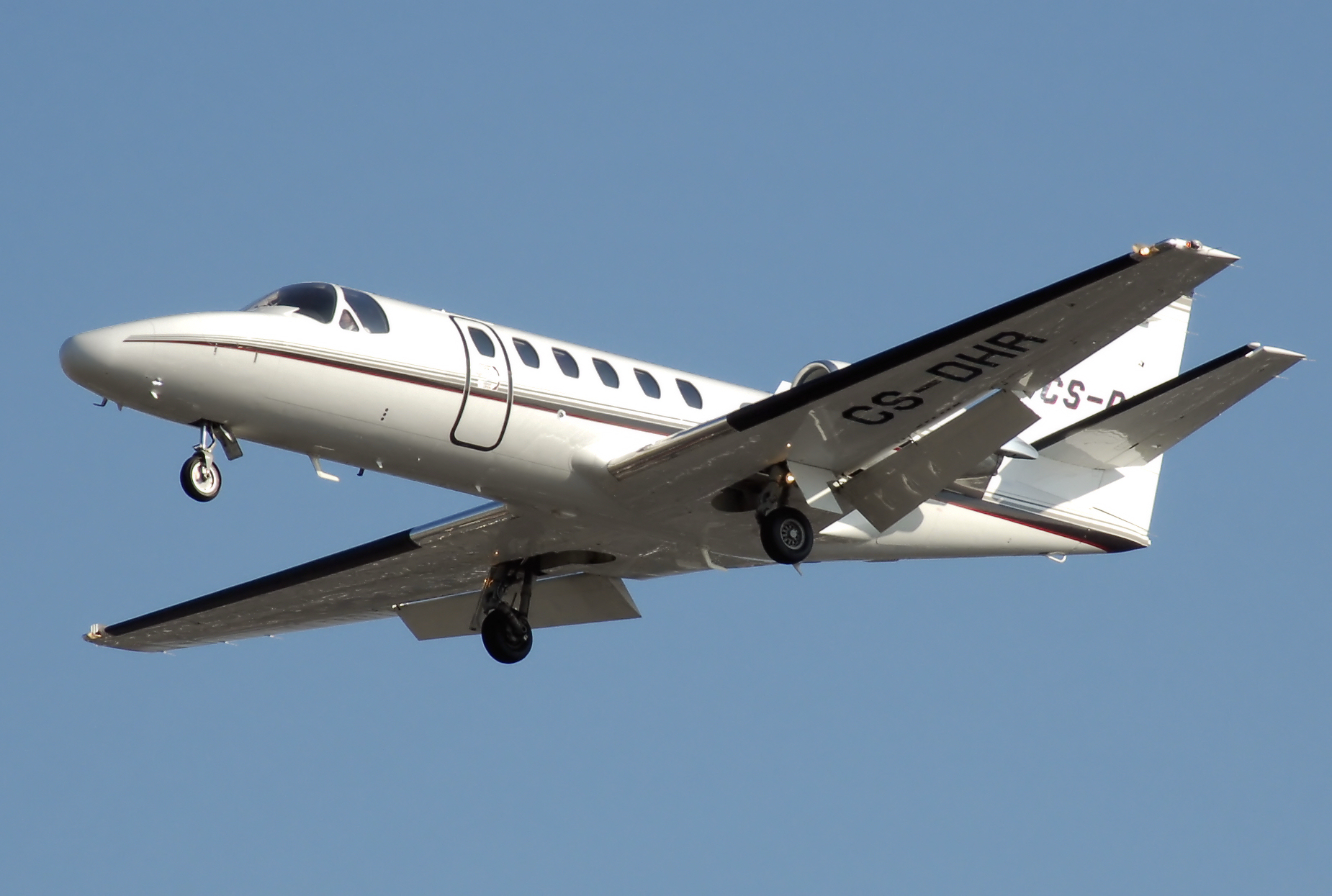
Cessna 550B Citation Bravo

Nel 1993 la Cessna decise di aggiornare il progetto del Citation V e annunciò il Citation Ultra con le sue principali differenze nei motori, che erano gli ultimi della versione JT15D-5D, la composizione di avionica standard, che fu aggiornata al Honeywell Primus 1000 EFIS glass cockpit. Il Primus 1000 gli strumenti standard rotondi con schermi dei computer CRT, uno per ogni pilota e un display centrale a multifunzione. Nel 1994, L'Ultra fu nominato dalla rivista Flying come il "Miglior aerotaxi". L'Ultra fu prodotto dal 1994-1999.
L'UC-35A è la designazione per il U.S. Army mentre UC-35C è la designazione dell'U.S. Marine Corps per il Citation Ultra, che rimpiazzò le vecchie versioni del C-12 Huron.
Cinque anni dopo, nel 1998, il modello 560 fu aggiornato ancora con il nome di Citation Encore, con motori Pratt & Whitney Canada PW535A e un aumento di capacità dei serbatoi. L'Encore fu certificato nell'aprile del 2000 con la sua prima consegna nel tardo settembre del 2000. L'aggiornamento successivo fu il Citation Encore+, con l'aggiunta di un motore PW535B controllato con FADEC e la suite di avionica Pro Line 21 della Rockwell-Collins. L'Encore+ fu certificato dalla FAA nel dicembre 2006 con consegne di produzione attese per il primo quarto del 2007.
L'UC-35B è la designazione militare mentre UC-35D è la designazione dei corpi della marina per il Citation Encore.

### Citation Bravo
Nel 1994, il Citation II e il S/II sono stati in produzione per 10 anni ed era quindi tempo per integrare una nuova tecnologia. La Cessna inoltre annunciò lo sviluppo del Citation Bravo. Mentre era costruito sullo scheletro dell S/II, il nuovo aereo era spinto dai motori Pratt & Whitney Canada PW530A. Il carrello d'atterraggio principale fu sostituito dalla configurazione posteriore smoother-riding adottata da altri membri della linea Citation, la suite avionica standard fu aggiornata alla Honeywell Primus 1000 EFIS glass cockpit. Il nuovo aereo volò per la prima volta il 25 aprile 1995 ma la certificazione non venne per oltre un anno (venne finalmente rilasciata nell'agosto del 1996). La production del Cessna Bravo terminò nel tardo 2006 dopo che ne furono prodotti 337.

## Utilizzatori

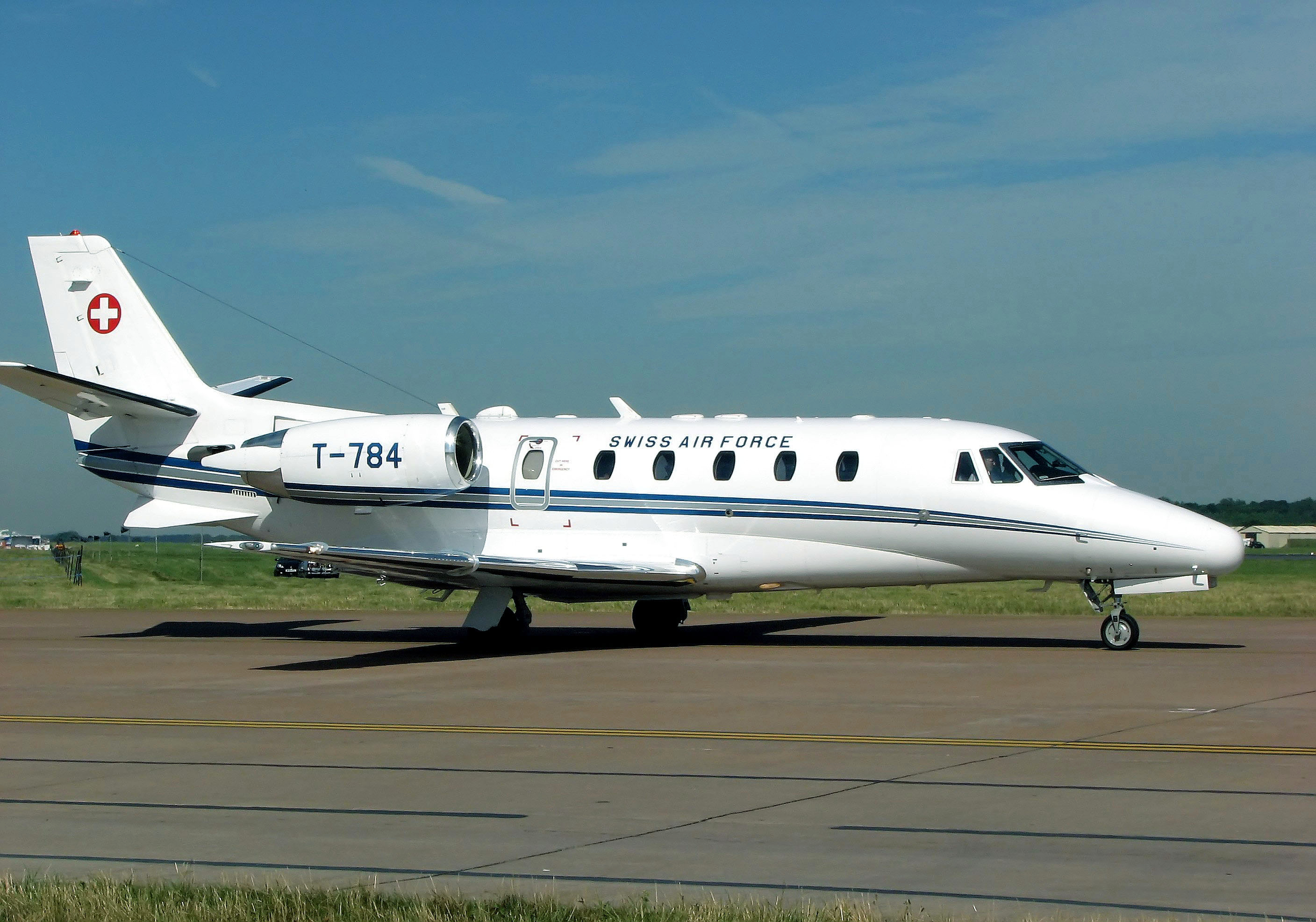
Cessna 560XL Citation Excel delle Forze Aeree Svizzere

### Militari
Argentina
- Ejército Argentino

1 Citation Bravo in servizio a tutto il 2017.
 Birmania
- Tatmadaw Lei

1 consegnato, 1 in servizio al dicembre 2016.
 Bosnia ed Erzegovina
- Ratno zrakoplovstvo i protivzračna Odbrana Bosne i Hercegovine

1 Cessna 550 Citation II consegnato ed operativo a febbraio 2017.
 Cile
 Colombia
- Fuerza Aérea Colombiana

5 Citation SR-560 Horus in servizio al luglio 2018.
 Cina
 Ecuador
- Ejército Ecuatoriano

1 Citation IIA in servizio al febbraio 2019.
 Egitto
- El Qūwāt El Gawīyä El Maṣrīya

1 Cessna 680 Citation Sovereign in servizio al giugno 2019.
 Marocco
- Aeronautica militare del Marocco

2 Citation V/XLS consegnati.
 Messico
- Fuerza Aérea Mexicana

2 Citation I da ricognizione ed 1 C500 da trasporto consegnati.
 Nigeria
- Nigerian Air Force

1 Cessna 550 in carico alla Presidential Air Fleet ed allestito per il trasporto VIP.
 Pakistan
 Sudafrica
 Spagna
- Flotilla de Aeronaves

2 Citation II consegnati nel 1983, uno nel 1989, 1 Citation VII nel 1997, tutti in servizio al giugno 2020.
 Svizzera
 Stati Uniti
 Venezuela
- Aviación Militar Venezolana

1 Citation II per trasporto VIP consegnati ed in servizio al settembre 2018.